# باتليورون
باتليورون (بالإنجليزية: Bättlihorn)‏ هو أحد جبال سلسلة جبال الألب ليبونتيني ويقع في كانتون فاليز في سويسرا. يحتل المرتبة رقم 230 في قائمة جبال سويسرا من حيث الارتفاع، يبلغ ارتفاع الجبل حوالي 2992 متر، بينما يبلغ ارتفاع نتوء الجبل 429 متر.